# C. Tangana

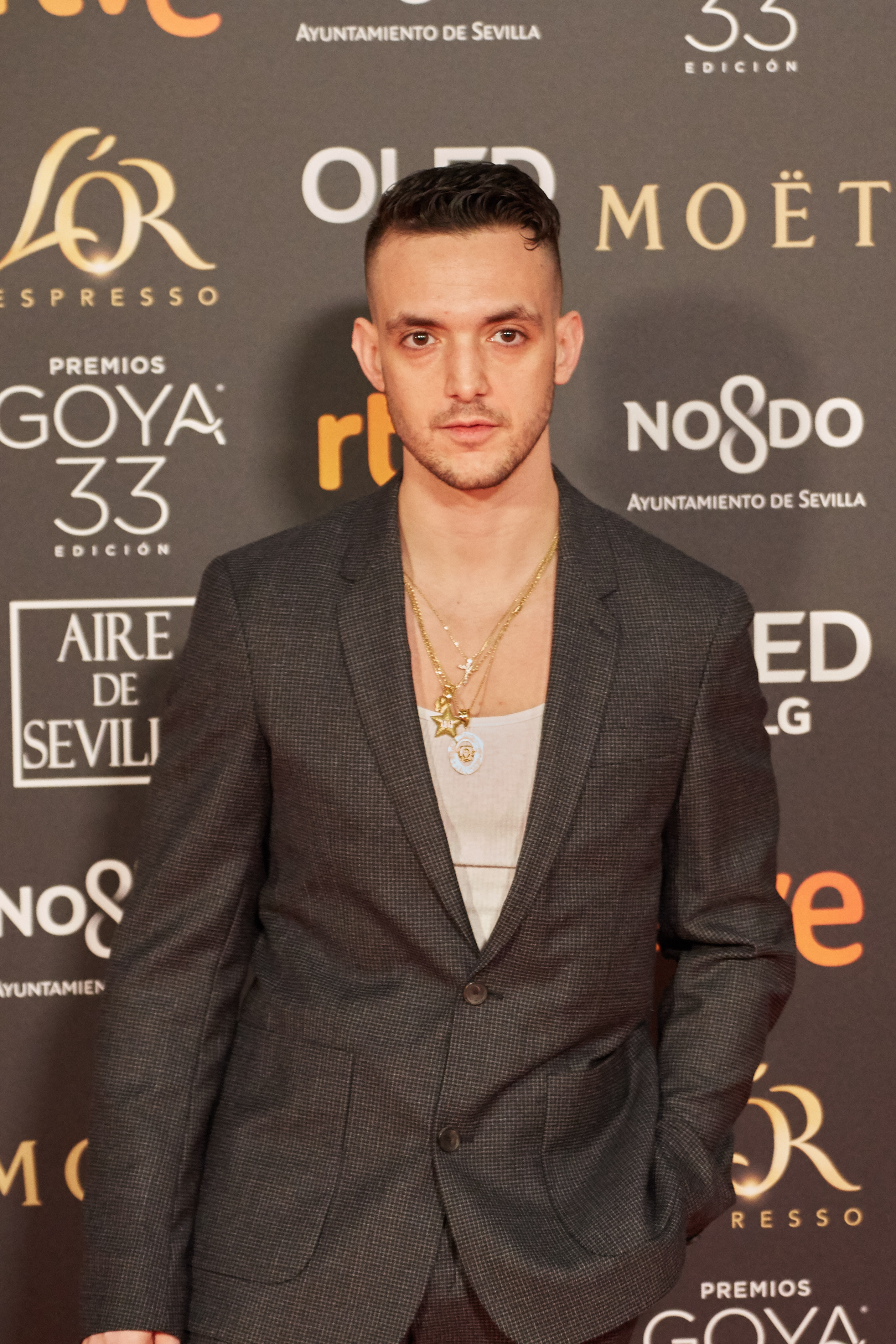
C. Tangana auf dem roten Teppich des Goya-Preises 2019 in Sevilla

C. Tangana, bürgerlich Antón Álvarez Alfaro, (* 16. Juli 1990 in Madrid) ist ein spanischer Rapper, Sänger und Musiker, der Musik im Stil Trap, Latin Pop, Nuevo Flamenco und Reggaeton macht.

## Leben und Wirken
C. Tangana wurde 1990 in Madrid geboren. Er ging am "San Viator" zur Schule und machte dort sein Abitur. Danach begann er ein Studium der Philosophie an der Universität Complutense Madrid.
Er erlangte international größere Bekanntheit durch sein 2021 veröffentlichtes NPR Tiny Desk Concert, das er coronabedingt in einer Home-Edition produzierte und das mit 39 Millionen Klicks eines der meistgesehenen Tiny Desk Concerts ist. Zudem ist er Co-Autor des Lieds "Malamente" seiner Ex-Partnerin Rosalía. Anlässlich der Verleihung des Filmpreises Goya im Radiotelevisión Española 2022 sang er gemeinsam mit Rita Payés sein Lied Te venero und erhielt dafür sehr gute Kritiken.

## Diskografie

### Studioalben
| Jahr | Titel Musiklabel                              | Höchstplatzierung, Gesamtwochen, AuszeichnungChartsChartplatzierungen (Jahr, Titel, Musiklabel, Platzierungen, Wochen, Auszeichnungen, Anmerkungen) | Anmerkungen                            | [↑]: gemeinsam behandelt mit vorhergehendem Eintrag; [←]: in beiden Charts platziert |
| Jahr | Titel Musiklabel                              | ES | Anmerkungen                            |                                                                                      |
| ---- | --------------------------------------------- | --- | -------------------------------------- | ------------------------------------------------------------------------------------ |
| 2017 | Ídolo Sony Music                              | ES90 (1 Wo.)ES | Erstveröffentlichung: 5. Oktober 2017  |                                                                                      |
| 2021 | El Madrileño Sony Music                       | ES1 ×5Fünffachplatin · (157 Wo.)ES | Erstveröffentlichung: 26. Februar 2021 |                                                                                      |
| 2022 | El Madrileño (La Sobremesa) Sony Music[ES: ↑] | ES1 ×5Fünffachplatin · (157 Wo.)ES | Erstveröffentlichung: 18. Februar 2022 |                                                                                      |

Weitere Studioalben
- 2011: Agorazein presenta a: C. Tangana
- 2012: Love’s

### Mixtapes
| Jahr | Titel Musiklabel | Höchstplatzierung, Gesamtwochen, AuszeichnungChartsChartplatzierungen (Jahr, Titel, Musiklabel, Platzierungen, Wochen, Auszeichnungen, Anmerkungen) | Anmerkungen                          |
| Jahr | Titel Musiklabel | ES | Anmerkungen                          |
| ---- | ---------------- | --- | ------------------------------------ |
| 2018 | Avida Dollars –  | ES34 (4 Wo.)ES | Erstveröffentlichung: 20. April 2018 |

### EPs
| Jahr | Titel Musiklabel | Höchstplatzierung, Gesamtwochen, AuszeichnungChartsChartplatzierungen (Jahr, Titel, Musiklabel, Platzierungen, Wochen, Auszeichnungen, Anmerkungen) | Anmerkungen                        |
| Jahr | Titel Musiklabel | ES | Anmerkungen                        |
| ---- | ---------------- | --- | ---------------------------------- |
| 2020 | Bien –           | ES32 (11 Wo.)ES | Erstveröffentlichung: 14. Mai 2020 |

### Singles
| Jahr | Titel Album                                                    | Höchstplatzierung, Gesamtwochen, AuszeichnungChartsChartplatzierungen (Jahr, Titel, Album, Platzierungen, Wochen, Auszeichnungen, Anmerkungen) | Anmerkungen                                                                                |
| Jahr | Titel Album                                                    | ES | Anmerkungen                                                                                |
| --- | -------------------------------------------------------------- | --- | ------------------------------------------------------------------------------------------ |
| 2016 | Antes de morirme –                                             | ES26 ×7Siebenfachplatin · (40 Wo.)ES | Erstveröffentlichung: 5. Juli 2016 feat. Rosalía                                           |
| 2016 | Persiguiéndonos –                                              | ES— PlatinES | Erstveröffentlichung: 8. November 2016                                                     |
| 2017 | Mala Mujer Ídolo                                               | ES5 ×5Fünffachplatin · (47 Wo.)ES | Erstveröffentlichung: 26. Mai 2017                                                         |
| 2017 | De Pie Ídolo                                                   | ES33 Gold · (10 Wo.)ES | Erstveröffentlichung: 29. September 2017                                                   |
| 2017 | Guerrera –                                                     | ES17 ×3Dreifachplatin · (36 Wo.)ES | Erstveröffentlichung: 14. Dezember 2017 mit Dellafuente                                    |
| 2018 | Still Rapping Avida Dollars                                    | ES86 Gold · (1 Wo.)ES | Erstveröffentlichung: 5. Februar 2018 mit Steve Lean                                       |
| 2018 | Llorando en la limo Avida Dollars                              | ES12 ×4Vierfachplatin · (30 Wo.)ES | Erstveröffentlichung: 22. März 2018                                                        |
| 2018 | Traicionero –                                                  | ES61 (2 Wo.)ES | Erstveröffentlichung: 29. Mai 2018 feat. Crono X                                           |
| 2018 | Bien Duro –                                                    | ES6 ×3Dreifachplatin · (30 Wo.)ES | Erstveröffentlichung: 22. Juni 2018                                                        |
| 2018 | Booty –                                                        | ES3 ×3Dreifachplatin · (30 Wo.)ES | Erstveröffentlichung: 24. Oktober 2018 mit Becky G                                         |
| 2018 | Un Veneno El Madrileño (La Sobremesa)                          | ES2 ×3Dreifachplatin · (18 Wo.)ES | Erstveröffentlichung: 22. November 2018 mit Niño de Elche                                  |
| 2019 | Pa’ Llamar Tu Atención –                                       | ES6 ×2Doppelplatin · (18 Wo.)ES | Erstveröffentlichung: 24. Januar 2019 mit Alizzz & MC Bin Laden                            |
| 2019 | Para Repartir El Madrileño (La Sobremesa)                      | ES57 (1 Wo.)ES | Erstveröffentlichung: 24. April 2019                                                       |
| 2019 | Ontas? –                                                       | ES43 Gold · (7 Wo.)ES | Erstveröffentlichung: 26. April 2019                                                       |
| 2019 | No Te Debí Besar –                                             | ES3 ×3Dreifachplatin · (21 Wo.)ES | Erstveröffentlichung: 12. September 2019 mit Paloma Mami & Alizzz                          |
| 2019 | Pronto Llegará –                                               | ES41 (4 Wo.)ES | Erstveröffentlichung: 31. Oktober 2019 mit Darell                                          |
| 2019 | 5 Stars –                                                      | ES67 (1 Wo.)ES | Erstveröffentlichung: 20. November 2019 mit Duki & Neo Pistea feat. Polimá Westcoast       |
| 2020 | Yelo –                                                         | ES27 Gold · (2 Wo.)ES | Erstveröffentlichung: 9. Januar 2020 mit Alizz                                             |
| 2020 | Viene y Va –                                                   | ES25 Gold · (7 Wo.)ES | Erstveröffentlichung: 23. Januar 2020 mit Natti Natasha                                    |
| 2020 | Nunca Estoy El Madrileño                                       | ES1 ×5Fünffachplatin · (51 Wo.)ES | Erstveröffentlichung: 23. April 2020                                                       |
| 2020 | Demasiadas Mujeres El Madrileño                                | ES1 ×7Siebenfachplatin · (68 Wo.)ES | Erstveröffentlichung: 8. Oktober 2020                                                      |
| 2020 | Tú Me Dejaste De Querer El Madrileño                           | ES1 ×10Zehnfachplatin · (100 Wo.)ES | Erstveröffentlichung: 5. November 2020 feat. Niño de Elche & La Húngara                    |
| 2021 | Comerte Entera El Madrileño                                    | ES8 Platin · (13 Wo.)ES | Erstveröffentlichung: 14. Januar 2021 mit Toquinho                                         |
| 2021 | Me Maten (Live at NPR’s Tiny Desk) El Madrileño (La Sobremesa) | ES29 ×2Doppelplatin · (12 Wo.)ES | Erstveröffentlichung: 20. April 2021 mit Antonio Carmona                                   |
| 2021 | Yate El Madrileño (La Sobremesa)                               | ES10 Platin · (8 Wo.)ES | Erstveröffentlichung: 13. August 2021                                                      |
| 2021 | Ateo El Madrileño (La Sobremesa)                               | ES1 ×7Siebenfachplatin · (75 Wo.)ES | Erstveröffentlichung: 7. Oktober 2021 mit Nathy Peluso                                     |
| 2022 | La Culpa El Madrileño (La Sobremesa)                           | ES8 Platin · (4 Wo.)ES | Erstveröffentlichung: 17. Februar 2022 mit Omar Montes & Daviles de Novelda feat. Canelita |
| 2023 | Estrecho / Alvarado Avida Dollars                              | ES16 Gold · (3 Wo.)ES | Erstveröffentlichung: 5. Mai 2023 feat. Pablopablo                                         |
| 2023 | Oliveira Dos Cen Años –                                        | ES59 (1 Wo.)ES | Erstveröffentlichung: 7. Juli 2023                                                         |
| Folgende Lieder erschienen nicht als Single, wurden aber durch das Album zum Download und Streaming bereitgestellt und konnten somit eine Platzierung erlangen: |                                                                | |                                                                                            |
| |                                                                | |                                                                                            |
| 2018 | Cuando Me Miras Avida Dollars                                  | ES99 Platin · (1 Wo.)ES |                                                                                            |
| 2020 | Bien:( Bien                                                    | ES47 Gold · (2 Wo.)ES | feat. Rusowsky                                                                             |
| 2020 | Guille Asesino Bien                                            | ES48 (2 Wo.)ES |                                                                                            |
| 2020 | adelante_ruffdemo 2016 Bien                                    | ES96 (1 Wo.)ES |                                                                                            |
| 2021 | Ingobernable El Madrileño                                      | ES1 ×6Sechsfachplatin · (78 Wo.)ES | mit Gipsy Kings                                                                            |
| 2021 | Párteme la Cara El Madrileño                                   | ES3 ×2Doppelplatin · (12 Wo.)ES | mit Ed Maverick                                                                            |
| 2021 | Nominao El Madrileño                                           | ES6 Platin · (6 Wo.)ES | mit Jorge Drexler                                                                          |
| 2021 | Los Tontos El Madrileño                                        | ES7 ×3Dreifachplatin · (27 Wo.)ES | mit Kiko Veneno                                                                            |
| 2021 | Cambia! El Madrileño                                           | ES10 Platin · (4 Wo.)ES | mit Carín León & Adriel Favela                                                             |
| 2021 | Muriendo de Envidia El Madrileño                               | ES11 Platin · (5 Wo.)ES | mit Eliades Ochoa                                                                          |
| 2021 | Hong Kong El Madrileño                                         | ES15 Platin · (6 Wo.)ES | mit Andrés Calamaro                                                                        |
| 2021 | Te Olvidaste El Madrileño                                      | ES17 Gold · (4 Wo.)ES | mit Omar Apollo                                                                            |
| 2021 | Cuándo Olvidaré El Madrileño                                   | ES22 Gold · (4 Wo.)ES | mit Pepe Blanco                                                                            |

### Gastbeiträge
| Jahr | Titel Album                                          | Höchstplatzierung, Gesamtwochen, AuszeichnungChartsChartplatzierungen (Jahr, Titel, Album, Platzierungen, Wochen, Auszeichnungen, Anmerkungen) | Anmerkungen                                                                     |
| Jahr | Titel Album                                          | ES | Anmerkungen                                                                     |
| --- | ---------------------------------------------------- | --- | ------------------------------------------------------------------------------- |
| 2019 | Picaflor –                                           | ES59 (1 Wo.)ES | Erstveröffentlichung: 29. November 2019 Lao Ra feat. C. Tangana                 |
| 2020 | Nada Neon16 Tape: The Kids That Grew Up On Reggaeton | ES51 (1 Wo.)ES | Erstveröffentlichung: 21. Februar 2020 Tainy feat. Lauren Jauregui & C. Tangana |
| 2020 | Como habla una mujer –                               | ES89 (1 Wo.)ES | Erstveröffentlichung: 18. Juni 2020 Paula Cendejas feat. C. Tangana             |
| 2021 | Tranquilísimo –                                      | ES14 Platin · (12 Wo.)ES | Erstveröffentlichung: 23. Juli 2021 Israel B feat. C. Tangana & Lowlight        |
| 2021 | Ya no vales Tiene que haber algo más                 | ES62 (1 Wo.)ES | Erstveröffentlichung: 17. September 2021 Alizz feat. C. Tangana                 |
| 2021 | Tocarte Tinta y Tiempo                               | ES57 Gold · (1 Wo.)ES | Erstveröffentlichung: 28. Oktober 2021 Jorge Drexler feat. C. Tangana           |
| 2022 | Una y Mil Veces Quejíos de un Maleante               | ES11 Platin · (16 Wo.)ES | Erstveröffentlichung: 6. Oktober 2022 Omar Montes feat. C. Tangana              |
| Folgende Lieder erschienen nicht als Single, wurden aber durch das Album zum Download und Streaming bereitgestellt und konnten somit eine Platzierung erlangen: |                                                      | |                                                                                 |
| |                                                      | |                                                                                 |
| 2025 | Droga Lo mismo de siempre                            | ES1 Platin · (… Wo.)ES | Mora feat. C. Tangana                                                           |

## Auszeichnungen für Musikverkäufe
| Goldene Schallplatte - Brasilien - 2021: für das Lied Párteme la Cara - Mexiko - 2023: für die Single Ateo - 2025: für die Single Guerrera - 2025: für die Single Demasiadas Mujeres - Spanien - 2024: für das Lied Intoxicao - 2024: für das Lied Qué Facilidad - 2024: für das Lied Pa que brille - 2024: für das Lied Inditex - Vereinigte Staaten - 2022: für die Single Viene y Va (Latin) - 2022: für die Single Ateo (Latin) - 2022: für die Single Nunca Estoy (Latin) - Zentralamerika - 2022: für die Single Tú Me Dejaste De Querer Platin-Schallplatte - Mexiko - 2025: für das Lied Párteme la Cara - 2025: für das Album El Madrileño - Vereinigte Staaten - 2020: für die Single No Te Debí Besar (Latin) - 2022: für die Single Mala Mujer (Latin) - 2022: für die Single Tú Me Dejaste De Querer (Latin) | 3× Goldene Schallplatte - Mexiko - 2025: für die Single Nunca Estoy - 2025: für die Single No Te Debí Besar 2× Platin-Schallplatte - Mexiko - 2024: für die Single Llorando en la limo - 2024: für die Single Booty - 2025: für die Single Tú Me Dejaste De Querer 3× Platin-Schallplatte - Mexiko - 2025: für die Single Mala Mujer 4× Platin-Schallplatte - Vereinigte Staaten - 2022: für die Single Booty (Latin) 2× Diamantene Schallplatte - Mexiko - 2025: für die Single Demasiadas Mujeres |

Anmerkung: Auszeichnungen in Ländern aus den Charttabellen bzw. Chartboxen sind in ebendiesen zu finden.
| Land/RegionAuszeichnungen für Musikverkäufe (Land/Region, Auszeichnungen, Verkäufe, Quellen) | Gold       | Platin         | Diamant     | Verkäufe  | Quellen             |
| -------------------------------------------------------------------------------------------- | ---------- | -------------- | ----------- | --------- | ------------------- |
| Brasilien (PMB)                                                                              | Gold1      | —              | —           | 20.000    | pro-musicabr.org.br |
| Mexiko (AMPROFON)                                                                            | 5× Gold5   | 13× Platin13   | 2× Diamant2 | 1.930.000 | amprofon.com.mx     |
| Spanien (Promusicae)                                                                         | 14× Gold14 | 92× Platin92   | —           | 5.570.000 | elportaldemusica.es |
| Vereinigte Staaten (RIAA)                                                                    | 3× Gold3   | 7× Platin7     | —           | 510.000   | riaa.com            |
| Zentralamerika (CFC)                                                                         | Gold1      | —              | —           | 35.000    | cfc-musica.com      |
| Insgesamt                                                                                    | 24× Gold24 | 112× Platin112 | 2× Diamant2 |           |                     |